# Spahije
Spahije (osmanskoturško سپاهی‎, latinizirano: sipâhi) sta bili dve vrsti osmanskih konjeniških enot. V prvo so spadali podeželski fevdalni spahije (timarli sipahi), ki so tvorili večino konjeniških enot, v drugo pa redni plačani dvorni spahije (kapikulu sipahi). Druge konjeniške enote, ki se niso štele za spahije, so bili neregularni akinži (spopadniki). Spahije so tvorili svoj družbeni razred in bili med sultanovimi elitnimi enotami stalni rivali janičarjev.
Naziv spahije se je v 19. in 20. stoletju uporabljal tudi za nekatere konjeniške enote v francoski in italijanski kolonialni vojski.
Izraz spahija izhaja iz perzijskega izraza سپاهی‎, sepāhī, ki pomeni vojak.

## Opis
Spahije so se imenocvale vse osmanske konjeniške enote svobodnjakov, razen akindžij in plemenske konjenice. Naziv je bil skoraj popolna sopomenka za konjenico. Večino konjenice so tvorili podeželski timarli sipahi ali timarioti, ki so bili podobni evropski fevdalni konjenici. Drugi del so tvorili plačani redni kapıkulu sipahi  ali spahije Porte, ki so tvorili konjeniški del sultanovih dvornih enot. 
Guvernerji provinc, begi, so se menjavali vsakih nekaj let, s čimer se je preprečevalo dedovanje zemlje. Province ali sandžaki v Anatoliji in Rumelija (Balkan) soo bili od osmanske okupacije dokaj stabilni, medtem ko so bili drugod bolj prilagodljivi is so se včasih usklajevali z lokalnimi običaji. 
Prepletanje zemlje, vojske, politike, gospodarstva in religije je pomenilo način življenja. V timarskem sistemu je bil sultan lastnik vse državne zemlje, razen posameznih zemljišč, povezanih s pravicami do bivanja. Prebivalci Osmanskega cesarstva so imeli pravico do uporabe zemlje. Skupaj s kmeti (90 % populacije) so na njihovi zemlji živeli tudi spahije, nekakšna vojaška aristokracija in konjeniški del armade, ki so pobirali takse, običajno v naravi, s katerimi so pokrivali stroške urjenja in opremljanja majhne vojske, dolžne služiti sultanu. Spahije niso imeli dednih pravic, da ne bi mogli nakopičiti moči in ogroziti višjih struktur.

## Timarski spahije

### Status
Timarli sipahi ali timarli (timarioti) so bili zakupniki fevda ali posestva (تيمار‎, tîmâr), ki so ga dobili neposredno od osmanskega sultana ali od njegovega pooblaščenega beglerbega. Vse prihodke od zemlje so prejemali sami, vendar so morali v zameno opravljati vojaško službo. V njegovo posest so kasneje prišli tudi kmetje na njegovem fevdu. Status timarskih spahij je bil podoben statusu vitezov v srednjeveški Evropi. Od njih so se razlikovali samo po tem, da niso bili lastniki fevdov. Pravico do upravljanja in pobiranja davkov je podeljevala država. Timariot je moral skrbeti za ljudi v svojem fevdu in uriti vojake (cebelu) za osmansko vojsko. 
Timar je bil najmanjša zemljiška enota, ki so jo posedovali spahije. Njen letni dohodek je znašal največ 20.000 akč. Vsota je bila enaka dvema do štirim plačam učitelja. Ziamet (زعامت) je bil večja zemljiška enota, ki je prinašala do 100.000 akč letno. Ziamet je bil običajno v posesti spahijskih častnikov. Največja zemljiška enota je bil has (خاص‎), ki je prinašal več kot 100.000 akč dohodka letno. Posedovali so ga samo najvišji konjeniški častniki. 
Timarski spahija je moral prispevati do pet oboroženih vojakov (cebelu), ziametski spahija do dvajset in haški spahija mnogo več kot dvajset. Od vojakov (cebelu pomeni oborožen, oklopljen) se je pričakovalo, da imajo konja in enako opremo kot spahija. Vojaki so bili običajno spahijevi sinovi, bratje in nečaki. Njihov status je bil verjetno bolj podoben statusu oprod kot statusu vojakov. 
Spahije so se tradicionalno novačili med posestniki turške nacionalnosti, zato v neturških provincah cesarstva, na primer v Arabiji in Magrebu, spahij sploh ni bilo. Novačenje neturških spahij je bilo leta 1635 z dekretom (ferman) prepovedano. Za razliko od janičarjev, ki so bili izključno nemuslimani, so bili spahije izključno Turki (muslimani). Rivalstvo z janičarji, ki so nadzirali centralno državno upravo in imeli velik politični vpliv, medtem ko so spahije nadzirali podeželsko upravo in imeli moč v armadi, jim je preprečevalo sodelovanje proti vladarski hiši.
Timarji se prvotno niso podeljevali v trajno (dedno) posest, proti koncu 17. stoletja pa so se že začeli prenašati z očeta na sina.

### Vojskovanje
V vojnem času so se timarski spahije in njihovo spremstvo zbrali pod njihovimi alajbegi (polkovni begi), slednji pod sandžakbegi (provincijski begi) in slednji pod beglerbegi. Če se je bitka dogajala v Evropi, so se rumelijski (balkanski) spahije zasedli častno desno krilo pod poveljstvom svojega beglerbega. Anatolski spahije so zasedli levo krilo. Če se je bitka dogajala v Aziji, sta se njuna položaja zamenjala. Center sta zasedala janičarska pehota in topništvo.
Oprema in taktika balkanskih in anatolskih spahij sta se razlikovali. Anatolski so se borili kot klasični konjeniki lokostrelci in streljali med galopom. Balkanski spahije so imeli verižne oklepe, jezdili oklepljene konje in bili oboroženi s kopji in sulicami. Borili so se kot poltežka konjenica.
Timarski spahije so v klasičnem osmanskem obdobju tvorili glavnino armade in opravili večino borb na bojišču. Medtem ko je pehota v sredini bojne črte vzdrževala njeno trdnost, so bili spahije na krilih mobilne in udarne enote, ki so se spopadale predvsem z nasprotnikovo konjenico. Polki timarskih spahij so napadali šibke in izolirane nasprotnikove enote in se pred težko konjenico umaknili h glavnini svoje vojske. Med umikom so drugi polki spahij napadli napadalčeve boke. Cilj takšne taktike je bil odmakniti nasprotnikovo konjenico od pehote, razbiti njeno strnjenost, jo izolirati in nato s številčno premočjo uničiti. Anatolski spahije so z obstreljevanjem nadlegovali in izzivali nasprotnika. Težje oboroženi balkanski spahije so pehoto med taktičnimi umiki s sulicami ščitili pred napadom konjenice. Vsa konjenica osmanske vojske se je borila dinamično okoli trdnega središča bojne črte, ki ga je tvorila pehota.
Standardna oprema balkanskih spahij v klasičnem osmanskem obdobju je vsebovala okrogel ščit, sulico, sabljo, kopja in verižno srajco. Njihovi konji so bili oklepljeni. Standardna oprema anatolskih spahijv istem obdobju je vsebovala okrogel ščit, sestavljeni turški lok, puščice, kilidž (turška sablja) in usnjen ali klobučevinast oklep. Oboji spahije so bili opremljeni z buzdovani in kiji in različnimi sekirami. Anatolski spahije so bili včasih oboroženi tudi z ulicami.

## Kapikulski spahije
Kapikulski spahije ali spahije Porte so bili konjeniške enote osmanskega dvora, konjeniški ekvivalent janičarske pehote. Imeli so šest divizij: spahije, silahtarji, levi in desni ulufedži in levi in desni garipi. Spahije in silahtarji sta bili elitni diviziji. Vsi so dobivali četrtletne plače.
Silahtarji (mojstri orožja) so bili izbrani med najboljšimi vojščaki Osmanskega cesarstva. Med silahtarje so povšali vse spahije, ki so na bojišču opravili kakšno junaško dejanje. Na podoben način so novačili tudi v druge štiri manj prestižne divizije kapikulskih spahij. Med silahtarje so sprejemali tudi pešake (serdengedžti, kar pomeni dajalci svojih glav), ki so preživeli samomorilske podvige. Janičarje, sprejete med silahtarje, so imeli njihovi nekdanji soborci za izdajalce, čeprav sta bila status in bogastvo silahtarjev tudi zanje zanimiva. Janičarji in drugi vojaki so se zato zavestno vključevali v samomorilske misije.
Poveljnik silahtarjev je bil silahtar aga, ki je bi uradni dvorni mojster orožja in tesen sultanov pomočnik, ki mu je pomagal nadeti oklep. Bil je tudi častnik za zvezo, ki je vzdrževal komunikacije med sultanom in velikim vezirjem. 
Divizija spahijev je bila najprestižnejša od šestih divizij. V njej so tradicionalno služili sinovi osmanske elite, se pravi sinovi vezirjev, paš in begov. Spahije in silahtarji so imeli razen rednih plač tudi fevde v okolici Istanbula. 
Ulufedži (dobesedno plačanci) iz obeh njihovih divizij niso imeli timarskih fevdov. Garipi (dobesedno ubogi) so bili v primerjavi z drugimi štirimi divizijami mnogo slabše opremljeni in so prejemali samo plačo.
Šest divizij spahij je predstaljalo kapikulsko konjenico na enak način kot so janičarji predstavljali njeno pehoto. Kapikulu pomeni služabnik Porte. Kapikularji so bili torej po črki zakona služabniki osmanskega prestola. Niso bili ravno sužnji, njihov zakonski status pa se je vseeno razlikoval od statusa drugih državljanov. Sultan jih je na primer lahko ukazal usmrtiti brez kakršnega koli sodnega procesa. Sultan takšne moči nad drugimi državljani in celo revnimi kmeti, vsaj teoretično, ni imel. Ko je nekdo vstopil v vrste spahij, je avtomatsko postal kul (služabnik).
Oprema divizij spahij, silahtarjev in ulufedžev je obsegala ploščičast oklep, verižno srajco, okrogel ščit, sabljo, sestavljeni lok, puščice, kopje, buzdovan in sekiro. Oprema je bila podobna opremi balkanskih timarskih spahij, njihova oblačila in pokrivala pa so bila bolj izbrana in okrašena. Oprema diviziji garipov je bila lažja.
V klasičnem osmanskem obdobju so bili kapikulski spahije običajno za prvo bojno črto in so tvorili zaščitnico. Delovali so tudi kot rezervna konjenica in telesna straža sultana in vezirjev. Po potrebi so okrepili obe krili, na katerih so bili izključno timarski spahije.
Kapikulski spahije so bili ustanovljeni med vladanjem Murata I. (vladal 1359–1389). Prvotno so jih rekrutirali s krvnim davkom (devşirme), tako kot janičarje. Med vladanjem Mehmeda II. (vladal 1444–1481) so jih začeli novačiti med zemljiškimi posestniki, predvsem Turki, po celem cesarstvu. Spahije so sčasoma postali največja od šestih kapikulskih divizij osmanske konjenice. Med njihove naloge je spadalo tudi varovanje sultana in njegove družine in jezdenje ob sultanu na slavnostnih paradah. Za parade je bila pred njimi zadolžena divizija silahtarjev.

## Rivalstvo z janičarji
Spahije, tako kapikulski kot timarski, praviloma Turki in sinovi zemljiških posestnikov, so se imeli za vzvišene nad janičarji, ki so bili kristjani z Balkana in drugih nemuslimanskih držav in bili po zakonu devşirme sultanovi sužnji. Politična slava spahij v cesarstvu je bila kljub temu odvisna predvsem od napak, ki so jih zagrešili janičarji. 
Proti sredini 16. stoletja so začeli janičarji krepiti vlogo v osmanski armadi, čeprav so spahije ohranili svojo vlogo v cesarski birokraciji, gospodarstvu in politiki in ostali zgled discipliniranega poveljevanja znotraj armade. V 17. stoletju so v prvih letih vladanja sultana Murata IV. (vladal 1623–1640) spahije skupaj z janičarji postali de facto  vladarji cesarstva. Leta 1826 so po uporu janičarjev spahije odigrali pomembno vlogo pri razpustiti janičarskih enot. 
Dve leti kasneje je tudi njih doletela podobna usoda, ko je sultan Mahmud II. (vladal 1808–1839) ukinil njihove privilegije, jih razpustil v korist bolj sodobno organiziranih konjeniških enot in jih, za razliko od janičarjev, častno, mirno in brez prelivanja krvi upokojil ali premestil v druge konjeniške enote. Starejši upokojeni spahije so dobili pravico, da do smrti obdržijo svoje posesti.